# Bolsa Centroamericana de Valores
Die Bolsa Centroamericana de Valores (BCV) ist eine Wertpapierbörse in Honduras, die ihren Mitgliedern die notwendigen Einrichtungen zur Auftragserteilung und Ermittlung von Kauf- und Verkaufspreisen für Wertpapiere anbietet. Sie wurde 1993 gegründet und hat ihren Sitz in Tegucigalpa. Derzeit sind 15 Unternehmen an der Börse gelistet.

## Geschichte
Die Zentralamerikanische Börse von Honduras nahm im September 1993 ihren Betrieb auf. Die Börsenaktivität in Honduras begann 1990 mit der Gründung der Bolsa de Valores de Honduras mit Sitz in San Pedro Sula und der Bolsa Centroamericana de Valores mit Sitz in Tegucigalpa im Jahr 1993.
Parallel zum Betrieb dieser Börsen wurde eine beträchtliche Anzahl von Maklerfirmen gegründet, die berechtigt waren, als Ergänzung zu den Marktaktivitäten in einer Gesellschaft mit begrenzter Erfahrung in der Funktionsweise, dem Betrieb und der Überwachung eines Wertpapiermarktes Aktienmaklergeschäfte zu betreiben.
Die ersten Jahre des neuen Jahrtausends waren sowohl für die Börse als auch für die Maklerfirmen schwierig. Erst ab 2010 war eine Verbesserung des Transaktionsvolumens zu beobachten, und im Jahr 2011 wurde mit 125,2 Milliarden Lempira (entsprechend 6,6 Milliarden US-Dollar) das höchste Transaktionsvolumen erreicht, das an der Börse seit ihrer Gründung registriert wurde.
Im Jahr 2011, nachdem die Börse achtzehn Jahre lang im SONISA-Gebäude tätig war, erwarb sie ihre eigenen Büros im Torre Alianza Anexo-Gebäude in der Stadt Tegucigalpa und zog dort hin, wo sie auch heute noch tätig ist. Darüber hinaus wurde 2012 die Installation eines modernen automatisierten Systems zur Verwaltung von Börsentransaktionen abgeschlossen.

## Mitgliedschaften
Sie ist Teil der
- Sustainable Stock Exchanges Initiative[1]